# Hrabia Lichfield

## Informacje ogólne
- Dodatkowymi tytułami hrabiego Lichfield są:
  - wicehrabia Anson
  - baron Soberton
- Najstarszy syn hrabiego Lichfield nosi tytuł wicehrabiego Anson
- Rodową siedzibą hrabiów Lichfield jest Shugborough Hall w Staffordshire

Hrabiowie Lichfield 1. kreacji (parostwo Anglii)
- 1645–1672: Charles Stewart, 3. książę Richmond, 6. książę Lennox i 1. hrabia Lichfield

Hrabiowie Lichfield 2. kreacji (parostwo Anglii)
- 1674–1716: Edward Henry Lee, 1. hrabia Lichfield
- 1716–1742: George Henry Lee, 2. hrabia Lichfield
- 1742–1772: George Henry Lee, 3. hrabia Lichfield
- 1772–1776: Robert Lee, 4. hrabia Lichfield

Wicehrabiowie Anson 1. kreacji (parostwo Zjednoczonego Królestwa)
- 1806–1818: Thomas Anson, 1. wicehrabia Anson
- 1818–1854: Thomas William Anson, 2. wicehrabia Anson

Hrabiowie Lichfield 3. kreacji (parostwo Zjednoczonego Królestwa)
- 1831–1854: Thomas William Anson, 1. hrabia Lichfield
- 1854–1892: Thomas George Anson, 2. hrabia Lichfield
- 1892–1918: Thomas Francis Anson, 3. hrabia Lichfield
- 1918–1960: Thomas Edward Anson, 4. hrabia Lichfield
- 1960–2005: Thomas Patrick John Anson, 5. hrabia Lichfield
- 2005 -: Thomas William Robert Hugh Anson, 6. hrabia Lichfield